# Milton Abbas
Milton Abbas est un village et une paroisse civile du Dorset, en Angleterre. Il est situé à une vingtaine de kilomètres au nord-est de la ville de Dorchester, le chef-lieu du comté. Administrativement, il relève du district du North Dorset. Au moment du recensement de 2011, il comptait 755 habitants.

## Histoire

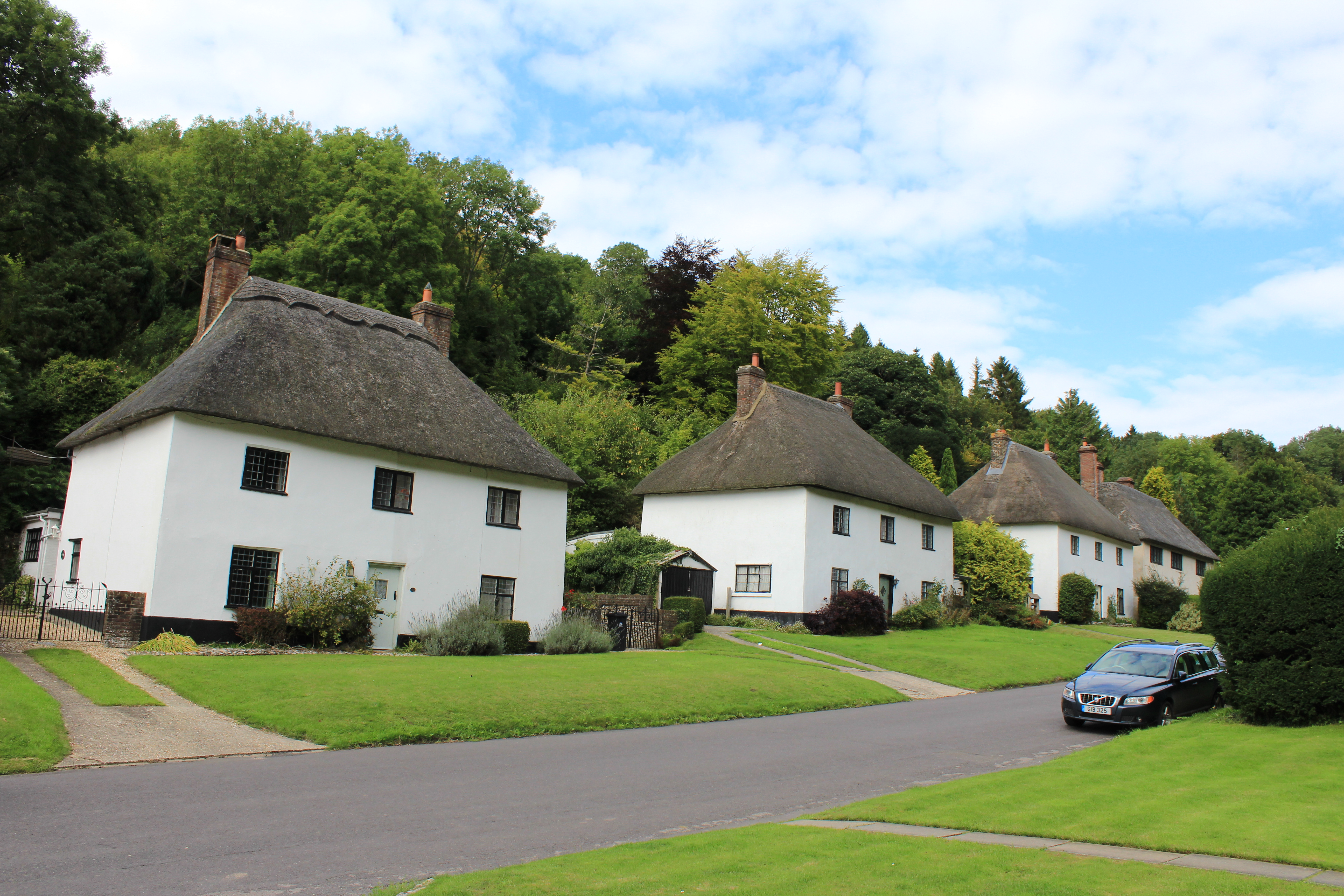
Les chaumières de Milton Abbas.

En 933, le roi Æthelstan fonde l'abbaye de Milton, un monastère bénédictin. Son existence prend fin en 1539, lors de la dissolution des monastères. Les bâtiments de l'abbaye sont acquis par le juriste John Tregonwell (en) l'année suivante. Deux siècles plus tard, en 1752, ils sont rachetés par Joseph Damer.
Souhaitant refondre complètement le paysage environnant, Damer finance d'importants travaux supervisés par l'architecte William Chambers et le paysagiste Capability Brown. Les derniers bâtiments de l'abbaye (hormis l'église) sont rasés et remplacés par un manoir. Le village voisin de Milton (en) connaît le même sort, et ses habitants sont relogés dans un nouveau village, Milton Abbas, composé de trente-six chaumières identiques, d'un hospice et d'une église.
Depuis l'époque de Joseph Damer, le village s'est développé avec la construction de nouveaux bâtiments à son extrémité orientale. L'ancienne abbaye abrite depuis 1952 une école privée la Milton Abbey school (en).